# Włodzimierz Gajewski
Włodzimierz Cezary Gajewski (ur. 15 grudnia 1910, zm. 7 września 1939 w Starym Jankowie) – porucznik obserwator Wojska Polskiego, kawaler Krzyża Walecznych.

## Życiorys
Ukończył Szkołę Podchorążych Piechoty w Ostrowi Mazowieckiej. 5 sierpnia 1933 Prezydent RP Ignacy Mościcki mianował go podporucznikiem ze starszeństwem z 15 sierpnia 1933 i 256. lokatą w korpusie oficerów piechoty, a minister spraw wojskowych wcielił do 61 pułku piechoty w Bydgoszczy. Na stopień porucznika został mianowany ze starszeństwem z 19 marca 1937 i 86. lokatą w korpusie oficerów piechoty. W tym samym roku, po ukończeniu kursu obserwatorów w Centrum Wyszkolenia Lotnictwa nr 1 w Dęblinie, został przeniesiony do korpusu oficerów lotnictwa i wcielony do 1 pułku lotniczego w Warszawie. W marcu 1939, w tym samym stopniu i starszeństwie, zajmował 11. lokatę w korpusie oficerów lotnictwa, grupa liniowa. Był wówczas obserwatorem w 216 eskadrze bombowej.
W składzie XV dywizjonu bombowego walczył w kampanii wrześniowej. 7 września 1939 był dowódcą załogi, w skład której wchodzili podporucznik pilot Jan Nowakowski, kapral strzelec radiotelegrafista Jerzy Młodecki i kapral strzelec radiotelegrafista Stanisław Basaj. Załoga wystartowała na samolocie PZL.37B Łoś w kluczu trzech maszyn, które miały za zadanie zbombardować hitlerowską kolumnę pancerną podążającą drogą Maków Mazowiecki – Różan. Podczas przelotu nad Radzyminem polskie bombowce zostały zaatakowane przez niemieckie myśliwce Messerschmitt Bf 110 z jednostki I./ZG 1, które zestrzeliły wszystkie trzy samoloty. Mimo trafienia ppor. pil. Jan Nowakowski posadził płonący samolot na polu pod wsią Stary Janków. Pomiędzy załogą a żołnierzami niemieckimi wywiązała się walka, w wyniku której zginęło trzech lotników. Przeżył jedynie ppor. pil. Jan Nowakowski, pozostali spoczęli na cmentarzu parafialnym w Radzyminie. 
Pośmiertnie por. Włodzimierz Gajewski został odznaczony Krzyżem Walecznych.